# Weidbach (Main)
Der Weidbach ist ein etwa zwei Kilometer langer Bach im unterfränkischen Landkreis Main-Spessart, der in insgesamt südsüdöstlicher Richtung von rechts in den Main mündet.

## Geographie

### Verlauf
Der Weidbach entspringt im Naturraum Sandstein-Spessart in der Teileinheit Oberwittbacher Spessartvorland auf einer Höhe von etwa 212 m ü. NHN einem kleinen Teich im Triefensteiner Ortsteil Rettersheim. Möglicherweise wird er dort unterirdisch noch durch einen kleinen Feldgraben gespeist.
Der Weidbach fließt zunächst teils unterirdisch verrohrt südostwärts durch Rettersheim, läuft dann begleitet von starkem Gehölz in Richtung Ostsüdosten durch Felder und danach durch ein Laubwäldchen. Er unterquert nun die A 3 und passiert dabei die Gemarkungsgrenze nach dem Triefensteiner Ortsteil Trennfeld. Er zieht dann wieder südostwärts durch die Flur Barderswiesen, schlägt dann vor einigen Restseen in Kiesgruben einen scharfen Bogen nach rechts und Südwesten.
Zuletzt mündet er in südlicher Richtung im Naturraum Unteren Maintal in der Teileinheit Marktheidenfeld-Wertheimer Maintal südwestlich von Trennfeld auf einer Höhe von 138 m ü. NN bei Mainkilometer 169.6 gut einen Kilometer oberhalb der Landesgrenze zu Baden-Württemberg  von rechts in den aus dem Ostnordosten heranfließenden Main.

### Einzugsgebiet
Der Weidbach entwässert wenig über 2,0 km². Sein Einzugsgebiet ist ein im Westen von Rettersheim beginnender, nach einem Rechtsknick um etwa 45° gleich unterhalb des Orts südostwärts zum Main weiterlaufender Schlauch von etwa 3,5 km Länge und stets unter 1,0 km Breite. Der höchste Punkt darin liegt nahe dem Gipfel des Bocksbergs westnordwestlich  von Rettersheim auf fast 286 m ü. NN an der kurzen westlichen Wasserscheide zum Wittbach, einem abwärtigen Mainzufluss. Die nördliche trennt vom Entwässerungsgebiet eines östlich zum aufwärtigen Main beim Kloster Triefenstein führenden, trockenfallenden Grabens. Jenseits der folgenden nordöstlichen laufen wenn überhaupt nur kürzerer Gerinne zum nahen Main. Vom Mittellauf an aufwärts konkurriert an der rechten Wasserscheide der Hartsgraben.
Die Landschaft im Einzugsgebiet ist fast völlig waldfrei und wird größtenteils beackert. Am Unterlauf liegen die erwähnten Kiesgrubenseen, an der westlichen Wasserscheide auf dem Bocksberg aufgelassene Steinbrüche. Rettersheim ist der einzige Siedlungsplatz.